# República de Lanfang
La República de Lanfang (nom modern en xinès tradicional: 蘭芳共和國, Hanyu Pinyin: Lánfāng Gònghéguó, xinès simplificat 兰芳共和国; Pha̍k-fa-sṳ: Làn-fông Khiung-fò-koet) fou un estat Hakka a Borneo Occidental en Indonèsia que fou establert per Low Lan Pak (Luo Fangbo) (羅芳伯) en 1777, fins que fou anul·lat per l'ocupació neerlandesa en 1884.
Els sultans de Borneo Occidental importaren peons xinesos durant el segle xviii per treballar a les mines d'or i estany. Vàries comunitats mineres (kongsi) gaudiren de certa autonomia política, però Lanfang és la més coneguda mercès a una història escrita per Yap Siong-yoen, el gendre del darrer cap militar del kongsi Lanfang, que fou traduïda a l'holandès en 1885. Cap altre assentament miner en Kalimantan Occidental deixà informes escrits.